# Цыганская кухня
Цыганская кухня — кухня этнических цыган. Не обладает чётким набором характеристик и правил, считается изменчивой и подверженной кулинарному влиянию стран, где этнические цыгане жили на протяжении многих веков. Цыгане происходят с Индийского субконтинента, поэтому влияние на их кулинарную традицию, кроме стран с европейской кухней, также оказала Индия и страны Южной Азии. Кухня цыган имеет сходство с венгерской, еврейской, восточноевропейской и румынской кухнями. Кухня цыган-мусульман находится под влиянием балканской и турецкой кухонь.

## Обзор
Блюда цыган обычно готовятся острыми и пряными, с использованием специй, таких как паприка, чеснок и сладкий перец. Картофель также является одним из основных продуктов в их рационе.
Традиционный цыганский десерт — пирог, который готовится из яиц, изюма, грецких орехов, ананаса, сахара, сливочного масла, яичной лапши и творога. Ещё одно традиционное блюдо, которое готовят цыгане, — это сарма (салмайя, содмай), которую готовят из капусты и фаршируют мясом и рисом. Цыгане едят блюда из фаршированного перца, особенно по праздникам и особым случаям.
Цыгане также готовят пуфе (из жареной муки), харицу (жареный кукурузный хлеб), богачу (испеченный хлеб) и хаимоко (блюдо из кроличьего мяса). Они подают еду с кафа (кофе) и чао (чаем) с сахаром и молоком или фруктами, такими как клубника, персики, яблоки или лимон. Цыгане верят, что некоторые продукты благоприятны и приносят удачу (baxt). Американские цыгане считают красный перец, чёрный перец, соль, уксус, чеснок, лук и принесённое в жертву животное, такое как ягнёнок, счастливой пищей. В Мариборе есть цыганский ресторан Romani Kafenava. Некоторые странствующие европейские цыгане готовят рагу из ежа.

## Список цыганских блюд
- Фаршированный перец
- Пуфе
- Педого
- Харица
- Хаймоко или химоко
- Гуляш
- Цыгантуру
- Богача[3]
- Цыганпечене
- Сарма[англ.]* или содмай
- Сакс Сукло
- Рагу из кролика[англ.]
- Запечённый ёж
- Мамалыга[8]
- Голубцы
- Савиако[3]
- Гушвада (сырный штрудель)[9]
- Шницель